# Ustronie (Łódź)
Ustronie – dawna wieś, obecnie część delegatury Widzew w Łodzi, w obrębie Osiedla Nr 33. Leży na południowym wschodzie miasta, wzdłuż ulicy Zakładowej między ulicą Dyspozytorską a aleją Józefiaka.

## Historia
Dawniej samodzielna miejscowość. Od 1867 w gminie Wiskitno. W okresie międzywojennym należało do powiatu łódzkiego w woj. łódzkim. W 1921 roku wieś Ustronie liczyła 62 mieszkańców. 1 września 1933 utworzono gromadę (sołectwo) Olechów w granicach gminy Wiskitno, składającą się ze wsi Olechów i Ustronie.
Podczas II wojny światowej włączone do III Rzeszy. Po wojnie Ustronie powróciło do powiatu łódzkiego w woj. łódzkim. 13 lutego 1946 wieś Olechów włączono do Łodzi, przez co gromada Olechów przestała istnieć, a Ustronie włączono do gromady Wiskitno A-Las, jednej z 12 gromad gminy Wiskitno. W związku z reorganizacją administracji wiejskiej jesienią 1954, Ustronie weszło w skład nowej gromady Andrzejów. 30 czerwca 1963 zniesiono gromadę Andrzejów, a z jej obszaru (oraz z obszaru zniesionej gromady Andrespol) utworzono osiedle Andrespol w tymże powiecie. Tak więc w latach 1963–1964 Ustronie stanowiło integralną część Andrespola.
Rozbudowa towarowej stacji kolejowej na Olechowie (na terenie nie włączonym do Łodzi w 1946 roku) spowodowała potrzebę kolejnego włączenia
do Łodzi przyległych terenów zajętych pod infrastrukturę kolejową oraz osiedla mieszkaniowego Polskich Kolei Państwowych, rozlokowanego
wzdłuż późniejszej ulicy Dyspozytorskiej. I tak 1 stycznia 1965 Ustronie wraz z nowo powstałym osiedlem mieszkaniowym Olechów oraz gruntami Polskich Kolei Państwowych wyłączono z Andrespola i włączono do Łodzi.